# International Emmy Awards 2014
La cerimonia della 42ª edizione dei International Emmy Awards (42nd International Emmy Awards) si è tenuta il 24 novembre 2014 all'Hilton Hotel di New York.

## International Emmy Awards
I premi Emmy per le migliori produzioni televisive internazionali sono stati assegnati il 24 novembre 2014. Matt Lucas ha presentato la cerimonia, mentre tra gli annunciatori si sono alternati 50 Cent, Christina Hendricks, John Slattery, Darby Stanchfield, Laverne Cox, Carrie Preston, Diego Klattenhoff, Reshma Shetty, Ben Shenkman, Erin Richards, Amir Arison e Annet Mahendru.
Segue l'elenco delle categorie premiate con i rispettivi candidati. I vincitori sono indicati in cima all'elenco di ciascuna categoria.

### Programmi televisivi

#### Miglior serie drammatica
- Utopia – Regno Unito
  - Prófugos – Cile
  - The Tunnel – Regno Unito/Francia
  - Yae's Sakura – Giappone

#### Miglior serie commedia
- Wat als 2? – Belgio
  - Please Like Me – Australia
  - Late Nite News with Loyiso Gola – Sudafrica
  - The Mayor's Wife – Brasile

#### Miglior telenovela
- Precious Pearl – Brasile
  - 30 Lives: Maxim Bouchard – Canada
  - Belmonte – Portogallo
  - My Husband's Lover – Filippine

#### Miglior film o miniserie
- Unsere Mütter, Unsere Väter – Germania
  - Alexander and Other Heroes – Brasile
  - An Adventure in Space and Time – Regno Unito
  - Radio – Giappone

#### Miglior programma artistico
- The Exhibition – Canada
  - El Informe Kliksberg II - El otro me importa – Argentina
  - Nonfiction W: Picture Book Touch, Feel, and Fragility – Giappone
  - Wagnerwahn - Mythos und Machenschaften des Richard Wagner – Germania

#### Miglior programma documentario
- Frihet bakom galler – Svezia
  - De Volta – Brasile
  - No Fire Zone: The Killing Fields of Sri Lanka – Regno Unito
  - Phantoms of the Border – Sudcorea

#### Miglior programma non sceneggiato
- Educating Yorkshire – Regno Unito
  - Master Chef China – Cina
  - Missie Mosango – Belgio
  - O Infiltrado – Brasile

#### Miglior programma statunitense non in inglese
- El señor de los cielos
  - Pasión prohibida
  - La Patrona
  - Temple de Acero

### Recitazione

#### Miglior attore
- Stephen Dillane, per la sua interpretazione in The Tunnel – Regno Unito/Francia
  - Claude Legault, per la sua interpretazione in 19-2 – Canada
  - Pablo Rago, per la sua interpretazione in Televisión por la Justicia – Argentina
  - Xiubo Wu, per la sua interpretazione in The Orphan of Zhao – Cina

#### Miglior attrice
- Bianca Krijgsman, per la sua interpretazione in De Nieuwe Wereld – Paesi Bassi
  - Tuba Büyüküstün, per la sua interpretazione in 20 Dakika – Turchia
  - Olivia Colman, per la sua interpretazione in Broadchurch – Regno Unito
  - Romina Gaetani, per la sua interpretazione in Televisión por la Justicia – Argentina